# Igor Figueiredo
Igor Almeida Figueiredo (Rio de Janeiro, 11 ottobre 1977) è un giocatore di snooker brasiliano.

## Carriera
Nel 2009, Igor Figueiredo si iscrive al PIOS, senza particolari esperienze sul tavolo da biliardo, in precedenza. Malgrado ciò, si classifica al 12º posto, e conferma il buon livello di gioco anche al Campionato mondiale dilettanti, in cui perde solo in finale, battuto per 10-8 dal veterano Alfie Burden. Grazie al talento dimostrato, la WPBSA decide lo stesso di dare al brasiliano una carta d'accesso per il Main Tour, per la stagione 2010-2011.

### Stagione 2010-2011
La sua prima annata lo vede presente solo ai tornei del Players Tour Championship, in cui raggiunge al massimo gli ottavi di finale nel terzo evento. Dopo aver terminato la competizione in 63ª posizione, Figueiredo viene riconfermato nel tour anche per il 2011-2012.

### Stagione 2011-2012
In questa stagione disputa solo il suo torneo di casa, il Brazil Masters, dove elimina Jamie Cope agli ottavi e viene sconfitto ai quarti da Graeme Dott, e le qualificazioni per il Campionato mondiale, in cui perde al terzo turno preliminare per mano di Joe Jogia.

### Stagione 2013-2014
Dopo aver perso il posto tra i professionisti, il brasiliano ritorna nel Main Tour all'inizio della stagione 2013-2014, a seguito della American nomination, ma, tuttavia, disputa solo le qualificazioni al Campionato del mondo, ottenendo lo stesso piazzamento dell'anno precedente.

### Stagione 2014-2015
Nel 2014-2015, Figueiredo riesce a superare il primo turno dello UK Championship, vincendo contro Fergal O'Brien per 6-4, prima di essere a sua volta sconfitto da Anthony McGill, con il medesimo punteggio. Successivamente, viene battuto da Stuart Bingham nel secondo turno preliminare del German Masters ed esce al primo turno nel Welsh Open, al Gdynia Open viene eliminato al secondo turno da Luca Brecel, dopo che il brasiliano aveva vinto contro Michael Holt, al primo. Chiude l'annata perdendo al terzo ed ultimo turno di qualificazione al Campionato mondiale, sconfitto per 10-4 da Robin Hull.

### Stagione 2015-2016
Nella stagione 2015-2016, Figueiredo rimane un professionista, grazie ad una International Development Main Tour Card. L'unico incontro che disputa è il primo turno di qualifica al Campionato del mondo, perso 10-2 contro Matthew Selt.

### Stagione 2016-2017
Nel 2016-2017, il brasiliano salta tutti gli eventi fino a novembre, quando partecipa al Northern Ireland Open, venendo eliminato al primo turno dal futuro vincitore del titolo Mark King. Allo Scottish Open riesce ad avanzare al secondo, battendo Jimmy Robertson per 4-3, ma viene sconfitto da Judd Trump 4-0. A sorpresa, Figueiredo raggiunge gli ottavi al Welsh Open, dove vince contro Burden, McGill e Dominic Dale, prima di cedere a Stuart Carrington. In seguito, ripete lo stesso risultato anche al Gibraltar Open, battuto da Nigel Bond per 4-2. Al termine dell'annata viene retrocesso dal tour.

### 2018-2019
Nel 2018, Figueiredo vince il WSF Seniors Championship, battendo Darren Morgan in finale; in seguito arriva e perde in finale allo UK Seniors Championship, sconfitto da Ken Doherty per 4-1. Nel 2019 si laurea campione pan-americano e ottiene un posto tra i 128 professionisti.

### Stagione 2019-2020
La sua stagione di rientro lo vede sconfitto, solo nella prima parte, al primo turno di molti eventi, salvo all'Haining Open, torneo non del tutto riconosciuto dal World Snooker Tour, in cui il brasiliano perde in semifinale contro Li Hang. Al Welsh Open Figueiredo batte Hossein Vafaei e Mark Davis, uscendo al terzo turno contro Judd Trump, per 4-1, dopo aver piazzato una serie da 140 nel primo frame. I due si affrontano anche al secondo turno del Gibraltar Open ed è ancora una volta l'inglese ad ottenere il successo, con il punteggio di 4-2, dopo essere stato sotto 1-0 e 2-1.

## Vita privata
Durante la stagione agonistica vive a Gloucester, in Inghilterra.

## Ranking
| Stagione  | Ranking iniziale | Ranking finale |
| --------- | ---------------- | -------------- |
| 2010-2011 | Non classificato | 80             |
| 2011-2012 | 76               | 98             |
| 2013-2014 | Non classificato | 127            |
| 2014-2015 | 82               | 84             |
| 2015-2016 | Non classificato | 123            |
| 2016-2017 | Non classificato | 111            |
| 2019-2020 | Non classificato |                |

## Finali perse
| World Seniors Tour      | World Seniors Tour | World Seniors Tour | World Seniors Tour |
| ----------------------- | ------------------ | ------------------ | ------------------ |
| Competizione            | Anno               | Avversario         | Note               |
| UK Seniors Championship | 2018               | Ken Doherty        | [ 13 ]             |